# Скотт, Марта
Марта Скотт (англ. Martha Scott, 22 сентября 1912 — 28 мая 2003) — американская актриса.

## Биография
Марта Скотт родилась 22 сентября 1912 года в Джеймспорте, штат Миссури в семье инженера Уолтера Скотта и Леты МакКинли, родственницы президента США Уильяма МакКинли. Актёрской карьерой она заинтересовалась обучаясь ещё в средней школе. Первое её выступление на публике было в Чикаго во время проведения Всемирной выставки, посвящённой столетнему прогрессу, в 1933—1934 годах.
Вскоре после этого Скотт переехала в Нью-Йорк, где началась её карьера на Бродвее. Её самой знаменитой ролью стала Эмили в постановке «Наш городок», в экранизации которой в 1940 году актриса дебютировала в кино. Эта роль принесла ей номинацию на премию «Оскар», как Лучшей актрисе. В последующие годы она снялась в таких фильмах, как «Ховарды из Вирджинии» (1940), «Один шаг в раю» (1941), «Часы отчаяния» (1955), а также в «Десяти заповедях» (1956) и «Бен-Гуре» (1959), в которых она сыграла мать персонажей Чарлтона Хестона.
Марта Скотт также много снималась на телевидении. У неё были роли в сериалах «Главный госпиталь», «Лодка любви», «Даллас», «Частный детектив Магнум», «Она написала убийство» и многих других. Она также исполнила роль матери Боба Ньюхарта в его собственном шоу.
Одной из последних известных её ролей стала сестра Беатрис в фильме-катастрофе «Аэропорт 1975» (1974). За вклад в киноиндустрию актриса удостоена звезды на Голливудской аллее славы.
С 1940 по 1946 годы Марта Скотт была замужем за продюсером и режиссёром Карлтоном Алсопом, брак с которым закончился разводом. Сразу же после развода она вышла замуж за композитора и джазового музыканта Мэла Пауэлла, от которого родила двоих детей. Второй брак актрисы продлился до смерти мужа в 1998 году.
Марта Скотт умерла 28 мая 2003 года в пригороде Лос-Анджелеса в возрасте 90 лет и была похоронена рядом с мужем. Во время проведения 76 церемонии вручения премии Оскар в 2004 году имя Марты Скотт не было указано в Списке памяти, хотя она была членом Киноакадемии, а также номинировалась на эту премию.

## Избранная фильмография
- Поворотный пункт (1977) — Аделаида
- Коломбо: Повторный просмотр (1975) — Маргарет Мэдис
- Аэропорт-75 (1974) — Сестра Беатрис
- Бен-Гур (1959) — Мириам
- Сайонара (1957) — Миссис Уэбстер
- Десять заповедей (1956) — Йокабел
- Часы отчаяния (1955) — Элеанор Хиллиард
- Странная сделка (1949) — Джорджия Уилсон
- В памяти навсегда (1947) — Оливия Ченнинг Босвелл
- Солдатский клуб (1943) — в роли самой себя
- В старой Оклахоме (1943) — Катерин Элизабет Олен
- Один шаг в раю (1941) — Хоуп Моррис Спенс
- Ховарды из Вирджинии (1940) — Джейн
- Наш городок (1940) — Эмили Уэбб